# Ащеулова, Наталья Юрьевна
Наталья Юрьевна Ащеулова (по мужу Муратшина) (род. 25 марта 1978, Набережные Челны, Татарская АССР) — российская самбистка и дзюдоистка, призёр чемпионатов России по дзюдо, чемпионка Европы среди полицейских по дзюдо, чемпионка Европы и мира по самбо, Мастер спорта России международного класса.

## Биография
Майор внутренней службы. Восемь лет работала в службе охраны президента Татарстана. Окончила Камский государственный институт физкультуры и юридический институт.
Старшая сестра Ирина — тренер по дзюдо и самбо в СДЮСШОР № 12.

## Спортивные результаты
- Чемпионат России по дзюдо 1993 года среди кадетов — ;
- Чемпионат России по дзюдо 2001 года — ;
- Чемпионат России по дзюдо 2005 года — ;